# Râul Larga, Turbați
Râul Larga sau  Blahnița este un curs de apă, afluent al râului Turbați.

## Hărți
- Harta Munților Parâng [nefuncțională – arhivă]